# Тьоне-ди-Тренто
Тьо́не-ди-Тре́нто (итал. Tione di Trento) — коммуна в Италии, располагается в провинции Тренто области Трентино-Альто-Адидже, центр сообщества Джудикарие.
Население составляет 3608 человек (2011 г.), плотность населения составляет 104 чел./км². Занимает площадь 33 км². Почтовый индекс — 38079. Телефонный код — 0465.
Покровителем коммуны почитается святой Виктор. Праздник ежегодно празднуется 8 мая и 5 сентября.

## Демография
Динамика населения